# Marc Aguado
Marc Aguado Pallarés (Saragozza, 22 febbraio 2000) è un calciatore spagnolo, centrocampista dell'Elche.

## Biografia
È figlio dell'ex calciatore Xavier Aguado.

## Carriera
Aguado è nato a Saragozza e cresciuto nel settore giovanile della principale squadra della città, il Real Saragozza. Ha debuttato con la squadra riserve il 26 agosto 2018 nell'incontro di Tercera División perso 1-0 contro il Tarazona ed ha segnato il suo primo gol il 23 settembre contro il San Juan. L'11 gennaio 2020 ha esordito in prima squadra nell'incontro di Coppa del Re vinto 3-1 contro il Gimnàstic.
L'11 agosto 2020 è stato ceduto in prestito al FC Andorra in Segunda División B. Al termine della stagione ha rinnovato il suo contratto fino al 2023 ed è stato prestato all'Andorra per un'ulteriore stagione. Il 1º luglio 2022, dopo aver centrato la promozione in Segunda División, ha rinnovato il contratto fino al 2025 ed è stato ceduto in prestito al club andorrano per una terza stagione. Ha debuttato in Segunda División il 15 agosto nell'incontro vinto 1-0 contro il Real Oviedo.

## Statistiche

### Presenze e reti nei club
Statistiche aggiornate al 15 maggio 2024.
| Stagione                | Squadra                 | Campionato              | Campionato | Campionato | Coppe nazionali | Coppe nazionali | Coppe nazionali | Coppe continentali | Coppe continentali | Coppe continentali | Altre coppe | Altre coppe | Altre coppe | Totale | Totale | Totale |
| Stagione                | Squadra                 | Comp                    | Pres       | Reti       | Comp            | Pres            | Reti            | Comp               | Pres               | Reti               | Comp        | Pres        | Reti        | Pres   | Reti   |        |
| ----------------------- | ----------------------- | ----------------------- | ---------- | ---------- | --------------- | --------------- | --------------- | ------------------ | ------------------ | ------------------ | ----------- | ----------- | ----------- | ------ | ------ | ------ |
| 2018-2019               | Real Saragozza B        | TD                      | 39         | 3          |                 | -               | -               |                    | -                  | -                  |             | -           | -           | 39     | 3      |        |
| 2019-2020               | Real Saragozza B        | TD                      | 26         | 2          |                 | -               | -               |                    | -                  | -                  |             | -           | -           | 26     | 2      |        |
| Totale Real Saragozza B | Totale Real Saragozza B | Totale Real Saragozza B | 65         | 5          |                 | 0               | 0               |                    | -                  | -                  |             | -           | -           | 0      | 0      |        |
| 2019-2020               | Real Saragozza          | SD                      | 0          | 0          | CR              | 1               | 0               |                    | -                  | -                  |             | -           | -           | 1      | 0      |        |
| 2020-2021               | FC Andorra              | SDB                     | 14         | 0          | CR              | 1               | 0               |                    | -                  | -                  |             | -           | -           | 15     | 0      |        |
| 2021-2022               | FC Andorra              | PDR                     | 32         | 0          | CR              | 2               | 0               |                    | -                  | -                  |             | -           | -           | 34     | 0      |        |
| 2022-2023               | FC Andorra              | SD                      | 36         | 0          | CR              | 2               | 0               |                    | -                  | -                  | CC          | 1           | 0           | 39     | 0      |        |
| Totale Andorra          | Totale Andorra          | Totale Andorra          | 82         | 0          |                 | 5               | 0               |                    | -                  | -                  |             | 1           | 0           | 88     | 0      |        |
| 2023-2024               | Real Saragozza          | SD                      | 34         | 0          | CR              | 0               | 0               |                    | -                  | -                  |             | -           | -           | 34     | 0      |        |
| Totale Real Saragozza   | Totale Real Saragozza   | Totale Real Saragozza   | 34         | 0          |                 | 1               | 0               |                    | -                  | -                  |             | -           | -           | 35     | 0      |        |
| Totale carriera         | Totale carriera         | Totale carriera         | 181        | 5          |                 | 6               | 0               |                    | -                  | -                  |             | 1           | 0           | 188    | 5      |        |